# Dodonaea filiformis
Dodonaea filiformis là một loài thực vật có hoa trong họ Bồ hòn. Loài này được Link mô tả khoa học đầu tiên năm 1821.